# هالة بنت دعيج آل خليفة
هالة بنت دعيج آل خليفة (1971 - 9 يونيو 2018)، أميرة بحرينية، زوجة الأمير سلمان بن حمد آل خليفة ولي عهد مملكة البحرين ورئيس مجلس الوزراء و نائب القائد الأعلى لقوة دفاع البحرين.

## حياتها
هالة هي الإبنة الصغرى لدعيج بن خليفة آل خليفة الوكيل المساعد في وزارة المالية والاقتصاد الوطني. تولت منصب الرئيس الفخري لمركز معلومات المرأة والطفل ورئيسة الجمعية البحرينية للتخلف العقلي. وكانت ناشطة في مجال حقوق الإنسان حيث بدأت حملة كن حرا في 19 مارس 2002 لحماية الأطفال من سوء المعاملة.
أعلن الديوان الملكي البحريني وفاتها بتاريخ 9 يونيو 2018.

## الحياة الشخصية
تزوجت من الأمير سلمان بن حمد آل خليفة وأنجبت منه:
- عيسى.(الثاني في ترتيب ولاية العرش بعد والده).
- محمد.
- فاطمة الدانة.
- الجود.

## وفاتها
توفيت في 9 يونيو 2018، وشيع جثمانها من جامع الشيخ عيسى بن سلمان آل خليفة بالرفاع الغربي ووري الثرى بمقبرة الحنينية.